# Corridor Lapiz-lazuli
Le corridor Lapis-lazuli ou route Lapis-lazuli (en persan : مسیر لاجوردی) (en anglais : Lapis Lazuli corridor) est une route de transit internationale ouverte en décembre 2018 reliant l'Afghanistan à la Turquie via le Turkménistan, l'Azerbaïdjan et la Géorgie. 
Le nom lapis-lazuli est dérivé du nom d'une ancienne route historique par lequel le lapis-lazuli et d'autres pierres semi-précieuses d'Afghanistan  ont été exportées au cours des 2000 dernières années vers le Caucase, la Russie et les Balkans. 
L'Afrique du Nord exporte par la Route de la Soie. L'initiative vise à renforcer les projets prioritaires nationaux et à développer les infrastructures et les connexions existantes, l'énergie et le secteur privé afghan. 
Le corridor lapis-lazul est financé par la Banque asiatique de développement. Le projet de transport commun a disposé d'un budget estimé à 2 milliards de dollars.  

## Histoire
Les négociations sur la création du nouveau corridor remontent à 2012 et se sont étendues sur cinq ans en raison d'un certain nombre de facteurs dans la région, dont l'insécurité (montée de la violence domestique)، L'instabilité économique s'est poursuivie dans toute l'Asie centrale et est l'héritage de la faiblesse des réseaux d'infrastructure dans la région. Les États membres impliqués dans l'accord de transport et de transit de la route Lapis-lazuli ont été initiés par Wahidullah Waissi (en), alors ministre des Affaires étrangères et ministre de la Coopération économique de l'Afghanistan. Le nom du corridor de transport est dérivé de la couleur minérale lapis-lazuli qui était autrefois l'un des principaux produits exportés d'Asie centrale vers le Moyen-Orient, l'Europe et l'Afrique du Nord.
L'objectif du contrat est de renforcer la coopération économique régionale et la communication entre l'Afghanistan, le Turkménistan, l'Azerbaïdjan, la Géorgie et la Turquie, élargissant ainsi les relations économiques et culturelles entre l'Europe et l'Asie. Ce faisant, l'initiative vise à améliorer les infrastructures et les procédures de transport (y compris les routes, le rail et les voies maritimes), à accroître les exportations et à élargir les opportunités économiques des citoyens des pays bénéficiant de ce nouveau corridor de transport. 
Le président afghan Ashraf Ghani a inauguré la route lors d'une cérémonie à Hérat le 13 décembre 2018. Les premiers camions transportaient 175 tonnes de coton, de fruits secs et de sésame.
Quatre discussions techniques ont eu lieu sur l'accord sur la route Lapiz-Lazuli (qui couvre une grande partie du corridor de transport Central Asia Regional Economic Cooperation Program CARC n ° 2), dont la dernière a eu lieu à Bakou, les 15 novembre 2016,16 novembre 2016, lorsque le texte de l'accord a été finalisé. L'accord de la route Lapis-lazuli a été signé le 15 novembre 2017 parallèlement au septième RECCA à Achgabat

## Itinéraire
Le corridor commence à Torghundi (en) dans la province occidentale d'Hérat, en Afghanistan, et se poursuit jusqu'au port de Türkmenbaşy (sur la mer Caspienne) au Turkménistan. Après avoir traversé la mer Caspienne, la route continue vers Bakou, la capitale de l'Azerbaïdjan, puis se connecte à Tbilissi, la capitale de la Géorgie, ainsi qu'aux ports de Poti et Batumi, en Géorgie. Enfin, le corridor relie les villes de Kars et Istanbul, en Turquie, à l'entrée de l'Europe.

## Objectifs
Selon la Chambre afghane de commerce et d'industrie (ACCI), 80% des marchandises expédiées d'Asie du Sud versl'Europe seront transportées via cette route (par chemin de fer en Afghanistan, ainsi que dans les pays du Caucase du Sud, lors de la traversée de la mer Caspienne  par bateau ainsi que la mer Noire ). Le corridor Lapis-lazzuli est également prévu pour réduire la dépendance de l'Afghanistan vis-à-vis du port pakistanais de Karachi pour l'exportation  la réduction des barrières commerciales, la réduction des coûts de change, l'amélioration de la gouvernance transfrontalière par la coordination, l'augmentation du commerce et du transit et le renforcement de la coopération régionale sont les principaux objectifs du projet. Le corridor fonctionnera dans le cadre du corridor maritime international (T.I.R).